# 2-Methylbutyraldehyd
2-Methylbutyraldehyd ist eine chemische Verbindung aus der Gruppe der Aldehyde, die in zwei stereoisomeren Formen vorkommt. Mit seinen isomeren Verbindungen Valeraldehyd (n-Pentanal), Isovaleraldehyd und Pivalaldehyd bildet er die Stoffgruppe der Pentanale.

## Vorkommen
2-Methylbutyraldehyd kommt natürlich in grünem und geröstetem Kaffee, sowie Gemüsekohl, Spanischem Pfeffer, Capsicum frutescens, Echtem Lorbeer, Liebstöckel, Currybaum, und Myrte vor.

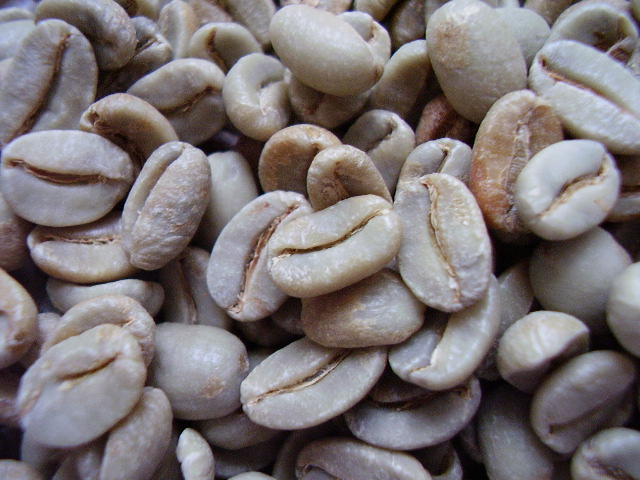
Rohe Kaffeebohnen
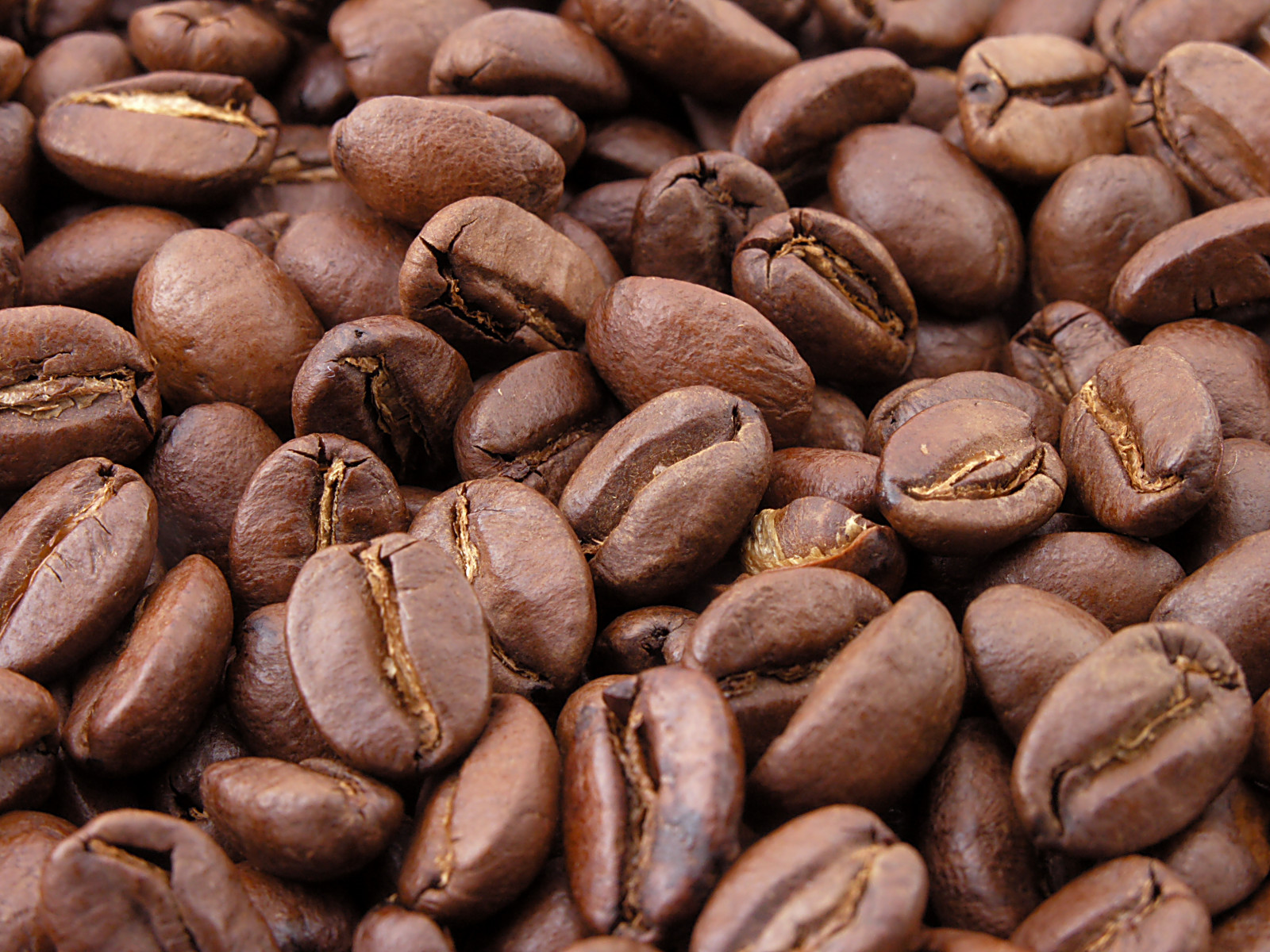
Hell geröstete Kaffeebohnen

## Gewinnung und Darstellung
2-Methylbutyraldehyd kann durch Hydroformylierung von 2-Buten hergestellt werden.

## Eigenschaften
2-Methylbutyraldehyd ist stabil unter normalen Bedingungen, jedoch luft- und feuchtigkeitsempfindlich und kann bei starker Erwärmung polymerisieren. Es besitzt eine Viskosität von 0,6 mPa·s bei 20 °C.

## Verwendung
2-Methylbutanal eignet sich als Zwischenprodukt zur Herstellung von organischen Verbindungen wie Alkoholen, Säuren, Estern, Aminen und anderen. So wird es zum Beispiel zur Herstellung von Geruchs- und Aromastoffen verwendet.

## Sicherheitshinweise
Die Dämpfe von 2-Methylbutyraldehyd können mit Luft ein explosionsfähiges Gemisch (Flammpunkt −4 °C, Zündtemperatur 190 °C) bilden.